# The $5.98 E.P.: Garage Days Re-Revisited
Albums de Metallica
Master of Puppets
(1986) ...And Justice for All
(1988)
The $5.98 E.P.: Garage Days Re-Revisited est un maxi du groupe de heavy metal Metallica sorti en août 1987. Ce fut le premier enregistrement où Jason Newsted jouait de la basse. Le maxi est constitué de reprises de NWOBHM de la fin des années 1970 et du début des années 1980, d'indus et de hardcore/punk. Le groupe a inclus le prix en dollars dans le titre (qui était imprimé sur la couverture) afin d'être sûr que les fans ne seraient pas surfacturés. La sortie officielle du CD modifia le titre (et le prix) de l'album en The $9.98 CD... Bien que le maxi ait été épuisé pendant de nombreuses années et donc considéré comme un objet de collection, les cinq pistes de l'album furent toutes incluses plus tard dans le double-album Garage Inc. (ainsi que de nombreuses autres reprises que le groupe enregistra au fil des années.
La chanson "The Wait" a été retirée des versions britanniques de l'album afin de se conformer aux règles locales de l'industrie musicale concernant la longueur des maxis.
Bien que les fans se réfèrent souvent au maxi en tant que "Garage Days", une erreur est souvent commise quant à la fin du titre qui est souvent nommée "Garage Days Revisited (au lieu de 'Re-Revisited'), un titre qui correspond en fait aux versions des reprises de "Am I Evil ?" et "Blitzkrieg" qui étaient les deux B-Side du Single "Creeping Death" de 1984.
La couverture de ce CD fut également utilisée comme base pour la quatrième de couverture du Garage Inc.

## Liste des chansons
| No | Titre                         | Musique      | Durée |
| -- | ----------------------------- | ------------ | ----- |
| 1. | Helpless                      | Diamond Head | 6:38  |
| 2. | The Small Hours               | Holocaust    | 6:43  |
| 3. | The Wait                      | Killing Joke | 4:55  |
| 4. | Crash Course in Brain Surgery | Budgie       | 3:10  |
| 5. | Last Caress/Green Hell        | Misfits      | 3:30  |

- Dans les dernières secondes, le groupe joue délibérément faux le riff d'ouverture de "Run To The Hills" d'Iron Maiden".

## Positions dans les charts

### Album
| Année | Chart             | Position |
| ----- | ----------------- | -------- |
| 1987  | The Billboard 200 | 28       |
| 1987  | UK Albums Chart   | 27       |

## Crédit de traduction
- (en) Cet article est partiellement ou en totalité issu de l’article de Wikipédia en anglais intitulé « The $5.98 E.P.: Garage Days Re-Revisited » (voir la liste des auteurs).